# Discografia de Avenged Sevenfold
Esta é a discografia da banda Avenged Sevenfold.

## Álbuns de estúdio
| Ano  | Título                                                                                          | Posição máxima nas paradas | Posição máxima nas paradas | Posição máxima nas paradas | Posição máxima nas paradas | Posição máxima nas paradas | Posição máxima nas paradas | Posição máxima nas paradas | Posição máxima nas paradas | Posição máxima nas paradas | Posição máxima nas paradas | Posição máxima nas paradas | Certificação              |
| Ano  | Título                                                                                          | EUA                        | AUS                        | FIN                        | ALE                        | IRL                        | MEX                        | NOR                        | NZ                         | SUE                        | RU                         | JAP                        | Certificação              |
| ---- | ----------------------------------------------------------------------------------------------- | -------------------------- | -------------------------- | -------------------------- | -------------------------- | -------------------------- | -------------------------- | -------------------------- | -------------------------- | -------------------------- | -------------------------- | -------------------------- | ------------------------- |
| 2001 | Sounding the Seventh Trumpet - Lançado: 31 de Janeiro de 2001 - Gravadora: Good Life Recordings | 130                        | 89                         | 101                        | 103                        | 170                        | 143                        | 73                         | 40                         | —                          | 130                        | 191                        |                           |
| 2003 | Waking the Fallen - Lançado: 26 de Agosto de 2003. - Gravadora: Hopeless Records                | 116                        | 120                        | 107                        | 98                         | 93                         | 89                         | 85                         | 160                        | 44                         | 78                         | 176                        | - RU: Prata               |
| 2005 | City of Evil - Lançado: 7 de Junho de 2005 - Gravadora: Warner Bros. Records                    | 30                         | 23                         | 10                         | 33                         | 44                         | 11                         | 14                         | 9                          | 52                         | 63                         | 16                         | - RU: Ouro                |
| 2007 | Avenged Sevenfold - Lançado: 30 de Outubro de 2007 - Gravadora: Warner Bros. Records            | 4                          | 37                         | 8                          | 7                          | 41                         | 3                          | 2                          | 5                          | 6                          | 24                         | 12                         | - EUA: Platina - RU: Ouro |
| 2010 | Nightmare - Lançamento: 27 de Julho de 2010 - Gravadora: Warner Bros. Records                   | 1                          | 9                          | 1                          | 36                         | 9                          | 35                         | 14                         | 2                          | 9                          | 5                          | 12                         | - RU: Ouro                |
| 2013 | Hail to the King - Lançamento: 27 de Agosto de 2013 - Gravadora: Warner Bros. Records           | 1                          | 2                          | 2                          | 5                          | 1                          | —                          | 3                          | 3                          | 4                          | 1                          | 15                         | - EUA: Platina            |
| 2016 | The Stage - Lançamento: 28 de Outubro de 2016 - Gravadora: Capitol Records                      |                            |                            |                            |                            |                            |                            |                            |                            |                            |                            |                            |                           |

## Vídeos
| 2006                                  | Beast and the Harlot (DVD Single) - Lançado: 6 de Março de 2006 - Gravadora: Warner Bros. Records |                |
| 2007                                  | All Excess - Lançado: 17 de Julho de 2007 - Gravadora: Warner Bros. Records                       |                |
| 2008                                  | Live in the LBC - Lançado: 16 de Setembro de 2008 - Gravadora: Warner Bros. Records               | - EUA: Platina |
| "—" Não atingiu posições nas paradas. |                                                                                                   |                |

## EPs
| Ano  | Título                                                                                    |
| ---- | ----------------------------------------------------------------------------------------- |
| 2001 | Warmness on the Soul - Lançado: 8 de Agosto de 2001 - Gravadora: Good Life Recordings     |
| 2010 | Welcome to the Family - Lançado: 19 de Dezembro de 2010 - Gravadora: Warner Bros. Records |

## Álbuns em tributo
| Ano  | Título |
| ---- | --- |
| 2007 | Strung Out on Avenged Sevenfold: Bat Wings and Broken Strings - Lançado: 9 de Outubro de 2007 - Gravadora: Vitamin Records |
| 2007 | Strung Out on Avenged Sevenfold: The String Tribute - Lançado: 9 de Outubro de 2007 - Gravadora: Cc Ent/ Copycat Records   |

## Singles
| Ano                                   | Título                  | Posições nas paradas | Posições nas paradas | Posições nas paradas | Posições nas paradas | Posições nas paradas | Álbum                        |
| Ano                                   | Título                  | EUA                  | EUA Main             | EUA Mod              | RU                   | RU Rock              | Álbum                        |
| ------------------------------------- | ----------------------- | -------------------- | -------------------- | -------------------- | -------------------- | -------------------- | ---------------------------- |
| 2001                                  | "Warmness on the Soul"  | —                    | —                    | —                    | —                    | —                    | Sounding the Seventh Trumpet |
| 2003                                  | "Second Heartbeat"      | —                    | —                    | —                    | —                    | —                    | Waking the Fallen            |
| 2004                                  | "Unholy Confessions"    | —                    | —                    | —                    | —                    | —                    | Waking the Fallen            |
| 2005                                  | "Burn It Down"          | —                    | —                    | —                    | 92                   | 12                   | City of Evil                 |
| 2005                                  | "Bat Country"           | 60                   | 2                    | 6                    | 84                   | 9                    | City of Evil                 |
| 2006                                  | "Beast and the Harlot"  | —                    | 19                   | 40                   | 44                   | 14                   | City of Evil                 |
| 2006                                  | "Seize the Day"         | —                    | 17                   | —                    | —                    | —                    | City of Evil                 |
| 2007                                  | "WaD lk"                | —                    | —                    | —                    | —                    | —                    | Diamonds in the Rough        |
| 2007                                  | "Critical Acclaim"      | —                    | —                    | —                    | —                    | —                    | Avenged Sevenfold            |
| 2007                                  | "Almost Easy"           | 106                  | 3                    | 6                    | 67                   | 1                    | Avenged Sevenfold            |
| 2008                                  | "Afterlife"             | —                    | 11                   | 20                   | 197                  | 3                    | Avenged Sevenfold            |
| 2008                                  | "Dear God"              | —                    | —                    | —                    | —                    | 3                    | Avenged Sevenfold            |
| 2008                                  | "Scream"                | —                    | 9                    | 26                   | —                    | —                    | Avenged Sevenfold            |
| 2008                                  | "Crossroads"            | —                    | —                    | —                    | —                    | —                    | Diamonds in the Rough        |
| 2010                                  | "Nightmare"             | 51                   | 2                    | 12                   | 65                   | 2                    | Nightmare                    |
| 2010                                  | "Welcome to the Family" | 110                  | 2                    | 15                   | —                    | 8                    | Nightmare                    |
| 2011                                  | "So Far Away"           | —                    | 14                   | 25                   | —                    | —                    | Nightmare                    |
| 2011                                  | "Not Ready to Die"      | 70                   | —                    | —                    | 126                  | 1                    | Call of Duty: Black Ops      |
| 2011                                  | "Buried Alive"          | —                    | 2                    | 26                   | —                    | —                    | Nightmare                    |
| 2012                                  | "Carry On"              | 125                  | 2                    | —                    | —                    | —                    | Call of Duty: Black Ops II   |
| 2013                                  | "Hail to the King"      | 83                   | 1                    | 23                   | 76                   | 4                    | Hail to the King             |
| 2013                                  | "Shepherd Of Fire"      | —                    | 34                   | —                    | —                    | 12                   | Hail to the King             |
| 2014                                  | "This Means War"        | —                    | —                    | —                    | —                    | —                    | Hail to the King             |
| 2016                                  | "The Stage (single)     | —                    | 12                   | —                    | —                    | —                    | The Stage                    |
| "—" Não atingiu posições nas paradas. |                         |                      |                      |                      |                      |                      |                              |

## Videoclipes
| Ano  | Título                                    | Diretor                 |
| ---- | ----------------------------------------- | ----------------------- |
| 2001 | "Warmness on the Soul"                    | Broken Robot & Militont |
| 2003 | "Second Heartbeat" (ao vivo)              | Splinter Films UK       |
| 2004 | "Unholy Confessions"                      | Greg Kaplan             |
| 2004 | "Unholy Confessions" (Versão alternativa) | Greg Kaplan             |
| 2005 | "Burn It Down"                            | Splinter Films UK       |
| 2005 | "Bat Country"                             | Marc Klasfeld           |
| 2006 | "Beast and the Harlot"                    | Tony Petrossian         |
| 2006 | "Seize the Day"                           | Wayne Isham             |
| 2007 | "Almost Easy"                             | P.R. Brown              |
| 2008 | "A Little Piece of Heaven"                | Rafa Alcantara          |
| 2008 | "Afterlife"                               | Wayne Isham             |
| 2008 | "Dear God"                                | Rafa Alcantara          |
| 2009 | "Scream"                                  | Roger Pistole           |
| 2010 | "Nightmare"                               | Wayne Isham             |
| 2011 | "So Far Away"                             | Wayne Isham             |
| 2012 | "Carry On"                                | Treyarch                |
| 2013 | "Hail To The King"                        | Syndrome                |
| 2013 | "Shepherd Of Fire"                        | Wayne Isham             |
| 2014 | "This Means War"                          | Rafa Alcantara          |
| 2016 | "The Stage"                               | Chris Hopewell          |
| 2017 | "God Damn"                                | Anders Rostad           |

## B-sides

### Diamonds in the Rough
As b-sides abaixo são encontradas no álbum Live in the LBC & Diamonds in the Rough.
| Ano  | Título          |
| ---- | --------------- |
| 2008 | "Demons"        |
| 2008 | "Girl I Know"   |
| 2008 | "Crossroads"    |
| 2008 | "Until the End" |
| 2008 | "Tension"       |
| 2008 | "The Fight"     |
| 2008 | "Dancing Dead"  |

### Tocadas apenas ao vivo
| Ano  | Título                     |
| ---- | -------------------------- |
| 2007 | "Satan Sandwich"           |
| 2008 | "Zacky V.'s Surprise Song" |

## Demos
| Ano  | Título                           |
| ---- | -------------------------------- |
| 1999 | Forgotten Faces                  |
| 1999 | Thick and Thin                   |
| 1999 | The Art of Subconscious Illusion |
| 2000 | Lips of Deceit                   |
| 2000 | We Come Out at Night             |
| 2002 | Remenissions                     |
| 2002 | Second Heartbeat                 |
| 2010 | Nightmare                        |

## LP's
| Ano  | Título                                                         |
| ---- | -------------------------------------------------------------- |
| 2005 | Burn It Down - Single - Gravadora: Warner Bros. Records        |
| 2008 | Sounding the Seventh Trumpet - Gravadora: Warner Bros. Records |
| 2008 | Waking the Fallen - Gravadora: Warner Bros. Records            |

## Coletâneas

### CD
| Ano  | Título                                                                 | Gravadora                          | Músicas                                                         |
| ---- | ---------------------------------------------------------------------- | ---------------------------------- | --------------------------------------------------------------- |
| 2002 | Hopelessly Devoted to You Vol. 4                                       | Hopeless Records / Subcity Records | "Second Heartbeat (Demo)" & "Darkness Surrounding"              |
| 2002 | Plea for Peace/Take Action! Vol. 2                                     | Subcity Records                    | "Turn the Other Way"                                            |
| 2003 | Take Action! Vol. 3                                                    | Subcity Records                    | "Chapter Four"                                                  |
| 2003 | Warped Tour 2003 CD                                                    | SideOne Dummy Records              | "Darkness Surrounding"                                          |
| 2003 | Metal=Life CD                                                          | Subcity Records                    | "Unholy Confessions"                                            |
| 2003 | Operation: Punk Rock Freedom                                           | Hopeless Records / Subcity Records | "Chapter Four" & "Darkness Surrounding"                         |
| 2005 | Hopelessly Devoted to You Vol. 5                                       | Hopeless Records / Subcity Records | "Chapter Four" & "Eternal Rest (Ao Vivo)"                       |
| 2005 | Headbanger's Ball: The Revenge                                         | Roadrunner Records                 | "Burn It Down"                                                  |
| 2005 | Masters of Horror Soundtrack                                           |                                    | "Beast and the Harlot" (Ao Vivo)                                |
| 2006 | Kerrang! - High Voltage: A Brief History of Rock                       |                                    | "Walk" (Cover da banda Pantera)                                 |
| 2006 | Hopelessly Devoted to You Vol. 6                                       | Hopeless Records / Subcity Records | "Darkness Surrounding" & "Unholy Confessions"                   |
| 2006 | Kerrang! - Kerrang! Awards 2006                                        |                                    | "Beast and the Harlot"                                          |
| 2006 | Saw III soundtrack                                                     |                                    | "Burn It Down"                                                  |
| 2007 | Saw IV soundtrack                                                      |                                    | "Eternal Rest"                                                  |
| 2008 | Kerrang! - Maiden Heaven: A Tribute to Iron Maiden                     |                                    | "Flash of the Blade (cover da banda Iron Maiden)"               |
| 2009 | Warner Bros. Records - Covered, A Revolution in Sound                  | Warner Bros. Records               | "Paranoid (cover da banda Black Sabbath)"                       |
| 2009 | Warner Bros. Records - Transformers: Revenge of the Fallen – The Album | Warner Bros. Records               | "Almost Easy"                                                   |
| 2009 | Hopeless Records: 15 Year Anniversary                                  | Hopeless Records                   | "Unholy Confessions"                                            |
| 2016 | The Best of 2005-2013                                                  | Warner Bros. Records               | Os maiores sucessos da banda lançados pela Warner Bros. Records |

### DVD
| Ano  | Título                              | Gravadora        | Músicas                                                                                                 |
| ---- | ----------------------------------- | ---------------- | --- |
| 2003 | Metal=Life DVD                      | Subcity Records  | "Unholy Confessions"                                                                                    |
| 2005 | Hopelessly Devoted To You Vol:5 DVD | Hopeless Records | "Unholy Confessions"                                                                                    |
| 2006 | Hopelessly Devoted To You Vol:6 DVD | Hopeless Records | "Unholy Confessions (Ao Vivo na Warped Tour 2003) & We Come Out At Night (Ao Vivo na Warped Tour 2003)" |
| 2008 | Vans Warped Tour 2007               | Epitaph Records  | "Almost Easy (Ao Vivo na Warped Tour 2007)"                                                             |

## Outras aparições
Músicas
| Música                   | Artista                 | Integrante do A7X           |
| ------------------------ | ----------------------- | --------------------------- |
| Savior, Saint, Salvation | Bleeding Through        | M.Shadows                   |
| The River                | Good Charlotte          | M.Shadows & Synyster Gates  |
| Buffalo Stampede         | Cowboy Troy             | M.Shadows                   |
| Like Always              | Kisses For Kings        | M.Shadows                   |
| Entombed We Collide      | Death by Stereo         | M.Shadows                   |
| This Is Not The End      | Death By Stereo         | M.Shadows                   |
| Dirty Little Girl        | Burn Halo               | Synyster Gates              |
| Anejo                    | Burn Halo               | Synyster Gates              |
| Turn Out The Lights      | Steel Panther           | M.Shadows                   |
| Nothing To Say           | Slash                   | M.Shadows                   |
| Check The Level (Remix)  | The Dirty Heads & Slash | M.Shadows                   |
| Save Me                  | Machine Gun Kelly       | M. Shadows & Synyster Gates |

Jogos
| Ano                     | Canção                 | Jogo                          |
| ----------------------- | ---------------------- | ----------------------------- |
| 2003                    | "Chapter Four"         | Madden NFL 2004               |
| 2003                    | "Chapter Four"         | Nascar Thunder 2004           |
| 2003                    | "Chapter Four"         | NHL 2004                      |
| 2005                    | "Bat Country"          | Madden NFL 06                 |
| 2005                    | "Bat Country"          | ''NHL 06                      |
| 2005                    | "Bat Country"          | SSX on Tour                   |
| 2005                    | "Blinded in Chains"    | Need for Speed: Most Wanted   |
| 2006                    | "Beast and the Harlot" | Guitar Hero II                |
| 2007                    | "Almost Easy"          | Need for Speed: ProStreet     |
| 2007                    | "Almost Easy"          | Guitar Hero 3                 |
| 2008                    | "Afterlife"            | NHL 09                        |
| 2008                    | "Almost Easy"          | Rock Band 2                   |
| 2008                    | "Critical Acclaim"     | Rock Band 2                   |
| 2008                    | "Afterlfe"             | Rock Band 2                   |
| 2008                    | "Bat Country"          | Saints Row 2                  |
| 2009                    | "Beast and the Harlot" | Guitar Hero Smash Hits        |
| 2009                    | "Bat Country"          | Rock Band 2                   |
| 2010                    | "Bat Country"          | Guitar Hero: Warriors of Rock |
| 2010                    | "Afterlife"            | Guitar Hero 5                 |
| 2010                    | "Almost Easy"          | Guitar Hero 5                 |
| 2010                    | "Scream"               | Guitar Hero 5                 |
| 2010                    | "Seize the Day"        | Rock Band 2                   |
| 2010                    | "Scream"               | Rock Band 2                   |
| 2010                    | "Nightmare"            | Rock Band 2                   |
| 2010                    | "Beast and the Harlot" | Rock Band 3                   |
| 2010                    | "Nightmare"            | EA Sports MMA                 |
| 2011                    |                        |                               |
| "Not Ready to Die"      | Call of Duty Black Ops |                               |
| "Nightmare"             | Call of Duty Black Ops |                               |
| "Unholy Confessions"    | Rock Band 3            |                               |
| "Welcome to the Family" | Rock Band 3            |                               |
| 2012                    | "Carry On"             | Call of Duty: Black Ops 2     |
| 2013                    | "Shepherd of Fire"     | Call of Duty: Black Ops 2     |
| 2015                    | "Jade Helm"            | Call of Duty: Black Ops III   |